# Selbstkultivierung
Selbstkultivierung oder die persönliche Kultivierung (chinesisch 修身, Pinyin xiūshēn, W.-G. hsiu-shen, englisch cultivate oneself) ist die Entwicklung des eigenen Geistes oder des eigenen Charakters durch eigene Erarbeitung. Selbstkultivierung ist die Kultivierung unter Einsatz des Geist und Körpers. Obwohl die Selbstkultivierung als eine Form der Psychotherapie praktiziert werden kann, geht es über Heilung und Selbsthilfe hinaus, was auch Selbstentwicklung und Selbstverbesserung mit einbezieht. Sie wird mit dem Bemühen in Verbindung gebracht, über den normalen Zustand des Wesens hinauszugehen, die Fähigkeiten einer Person zu steigern und endlos zu verfeinern sowie das angeborene menschliche Potenzial zu erschließen.
Selbstkultivierung lehnt sich auch an konfuzianistische, taoistische Modelle und anderer chinesischer Philosophien an und ist ein wesentlicher Bestandteil gut etablierter ostasiatischer Werte. Obwohl sich dieser Begriff den kulturellen Traditionen des Konfuzianismus und Taoismus zuordnen lässt, sind die Unterschiede der Ziele und Motive der Selbstkultivierung innerhalb dieser Traditionen groß.

## Theoretischer Hintergrund

### Zweck und Anwendung
Die Selbstkultivierung ist ein wesentlicher Bestandteil des Kontextes der existentiellen Beziehungen. Gefördert wird die Individualität so wie das persönliche Wachstum und setzt die Idee des menschlichen Handelns in den Mittelpunkt. Selbstkultivierung ist ein psychologischer Prozess, welcher den eigenen Geist und Körper kultiviert und versucht die gewöhnlichen Zustände des Seins zu überschreiten. Durch die Verfeinerung und Erhöhung der Koordination und unter dem Einbinden von Gedanken und Glaubensprinzipien zielt es darauf ab, die Fähigkeiten und Potentiale einer Person ständig zu verbessern.

### Selbstkultivierung: Kulturelle und Philosophische Psychotherapien
Im Laufe ihrer Entwicklungsgeschichte haben Konfuzianismus, Taoismus und Buddhismus Teile ihrer Lehren voneinander übernommen und dadurch neue Zweige und Ableger gebildet. Manche haben sich in benachbarte ostasiatische Regionen verbreitet, einschließlich Taiwan, Japan und Korea.

#### Konfuzianismus und das rationale Selbst
Konfuzius glaubte, dass jemanden Lebens die Fortführung des Lebens seiner Eltern sei. Deshalb lehren die Anhänger des Konfuzianismus ihre Kinder so, dass die junge Generation dazu erzogen wird, sich selbst zu kultivieren, um mit einem zufriedenstellenden Maß an Selbstdisziplin zu leben. Auch wenn der Einzelne eine klare Grenze zwischen sich selbst und anderen sieht, wird jede Person einer dyadischen Beziehung als in ein bestimmtes soziales Netzwerk eingebettet betrachtet. Durch den Respekt vor den Eltern, den Älteren und den Vorgesetzten werden sie stets dazu erzogen, moralisch aufrecht zu sein und die Erwartungen anderer zu respektieren. Unter bestimmten Gesichtspunkten stellt dies eine soziale Belastung und Stress in den zwischenmenschlichen Beziehungen dar und kann zu Störungen und Konflikten führen.

#### Taoismus und das authentische Selbst

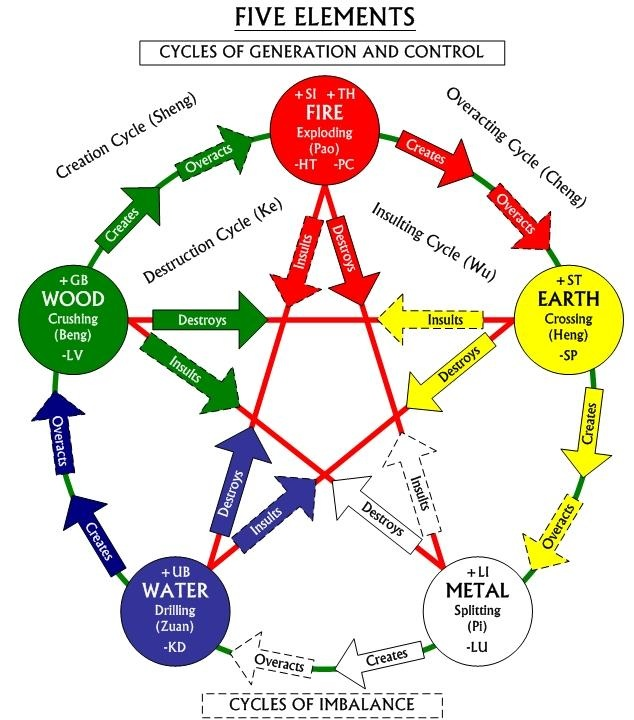
Chinesische Philosophie – Fünf Elemente (Zyklus von Gleichgewicht und Kontrolle)

Während der konfuzianistische Weg der Selbstkultivierung zuweilen emotional und spirituell einschränkend erscheinen mag, tendiert der Taoismus den Fokus darauf, Körper und Geist mit der Natur zu verbinden. Der Taoismus tritt für ein authentisches selbst ein, welches frei von rechtlichen, sozialen oder politischen Bestimmungen ist. Er zielt darauf ab, das eigene Selbst zu kultivieren, indem er den Einzelnen heilt und von den ethischen Grenzen der menschlichen Gesellschaft befreit. Der Taoismus interpretiert das Glück oder Unglück im Leben eines Menschen in Bezug auf sein Schicksal (命), das durch das Geburtsdatum und die Geburtszeit des Menschen bestimmt wird. Durch die Vermeidung persönlicher Begierden und den Bezug auf das System der gegensätzlichen Elemente Yin und Yang zielt die Kosmologie des Taoismus darauf ab, den Einzelnen und alles in einem harmonischen Gleichgewicht zu halten. Die Erklärung der Selbstkultivierung im Taoismus steht auch im Einklang mit dem Gleichgewicht der Fünf Wandlungsphasen (五行 Wu Xing): Metall (金), Holz (木), Wasser (水), Feuer (火) und Erde (土).

#### Buddhismus und das Nicht-Selbst
Nach der Einführung des Buddhismus in China wurde „spirituelle Selbstkultivierung“ (精神修养) einer der Begriffe, welche sich in das Buddhistische Konzept des bhāvana übersetzten. Das höchste Lebensziel im Buddhismus ist das Nirwana. Der Einzelne wird ermutigt, Selbstkultivierung zu praktizieren, indem er sich von seinen Wünschen und seinem Ego löst und ein achtsames Bewusstsein des Nicht-Selbst erlangt. Gelehrte des Chán- und Zen-Buddhismus betonen, der Schlüssel zur Selbstkultivierung sei einen „Anfängergeist“ zu besitzen, der die Entdeckung des „klaren Geistes“ und die Verwirklichung der angeborenen Buddha-Natur durch die Erfahrung plötzlicher Erleuchtung ermöglichen kann.
In Japan wird die buddhistische Praxis mit dem Begriff des shūyō (修養 しゅうよう) oder der persönlichen Kultivierung gleichgesetzt.

## Einflüsse der Selbstkultivierung auf die chinesische Philosophie

### Konfuzianische Selbstkultivierung als psychologischer Prozess
Selbstkultivierung (修养 xiū yǎng) bezieht sich in der konfuzianischen Tradition auf die Handlung und das Bemühen, das Gleichgewicht zwischen dem inneren und dem äußeren Selbst sowie zwischen sich selbst und anderen zu wahren. Selbstkultivierung ist im Chinesischen eine Abkürzung von „xiū-xīn yǎng-xìng“ (修心养性), was wörtlich übersetzt „den Geist berichtigen und den Charakter (mit einer bestimmten Kunst oder Philosophie) pflegen“ bedeutet.
Der Konfuzianismus verkörpert eine Metaphysik des Selbst. Er entwickelt ein komplexes Modell der Selbstkultivierung. Der zusammenhängende Schlüsselbegriff ist die „intellektuelle Intuition“, die als unmittelbare Erkenntnis des Wissens oder als Einsicht in die Wirklichkeit ohne Schlussfolgerung oder logische Überlegungen erklärt wird. Der Konfuzianismus verbindet sowohl das äußere als auch das innere Selbst in Bezug auf die spirituelle Kultivierung, das heißt die Erlösung und Rechtfertigung der Welt, sowie die Selbstkultivierung.
Selbstkultivierung ist ein traditionelles chinesisches philosophisches Konzept, das eine Verständnisbasis des Konfuzianismus schafft. Diese Philosophie hat die Schaffung einer harmonischen Gesellschaft zum Ziel und ist von der persönlichen moralischen Kultivierung abhängig. Der Prozess beinhaltet das Streben nach moralischer Vollkommenheit und Wissen.

#### Junzi
In den Analekten, in denen Konfuzius als Überlieferer und nicht als Neuerer dargestellt wird, gibt es zwei Arten von Personen. Die eine Person ist der „tiefgründige Mensch“ (君子 jūnzǐ), die andere Person ist der „engstirnige Mensch“ (小人 xiǎorén). Diese beiden Typen sind hinsichtlich ihres Entwicklungspotenzials gegensätzlich. Individuen werden nicht durch ihr grundlegendes Potenzial definiert, wie Konfuzius in den Analekten zusammenfasst, dass: „alle Menschen bei der Geburt gleich sind“ (Analekt 17.2) und „der tiefgründige Mensch versteht, was moralisch ist. Die kleinliche Person versteht, was profitabel ist“. (Analekt 4.16)
Der jūnzǐ ist die Person, die immer die Qualität von rén („Menschlichkeit“, „Mitmenschlichkeit“ in einem voneinander abhängigen, hierarchischen Universum, „仁“) in sich selbst manifestiert und die Qualität von yì („Rechtmäßigkeit“, „Rechtschaffenheit“) in ihren Handlungen zeigt (4.5). Konfuzius unterstreicht sein grundsätzlich elitäres, hierarchisches Beziehungsmodell, indem er beschreibt, wie sich die jūnzǐ zu ihren Mitmenschen verhalten:

„Die moralische Kraft des jūnzǐ ist wie der Wind, während die des xiǎorén wie das Gras ist.

Das Gras soll sich biegen, wenn man den Wind darüber wehen lässt.“

Nach D. C. Lau ist yì ein Attribut von Handlungen und rén ein Attribut von Akteuren. Zwischen yì, lǐ („ritueller Anstand“), dé („Tugend“) und dem jūnzǐ gibt es etablierte begriffliche Verbindungen. Je nachdem, was yì ist, übt der jūnzǐ die moralische Kraft aus, die dé ist, und demonstriert somit rén.
Die folgenden Passagen aus den Analekten zeigen den Weg auf, den Konfuzius zur Selbstkultivierung lehrte, mit dem Endziel, der jūnzǐ zu werden:

„Der Weg des Meisters ist nichts anderes als Rücksichtnahme auf andere und Selbstreflexion.“

„Seit meinem fünfzehnten Lebensjahr bin ich darauf bedacht, zu lernen; seit meinem dreißigsten Lebensjahr habe ich mich gefestigt; seit meinem vierzigsten Lebensjahr bin ich nicht verwirrt; seit meinem fünfzigsten Lebensjahr kenne ich den Auftrag des Himmels; seit meinem sechzigsten Lebensjahr ist mein Gehör eingestimmt; seit meinem siebzigsten Lebensjahr bin ich dem Wunsch meines Herzens gefolgt, ohne das was Richtig ist zu übertreten.“

Im ersten Abschnitt wird „Selbstreflexion“ folgendermaßen erklärt: „Was du nicht willst, das man dir tu, das füg auch keinem anderen zu“ (15.24). Konfuzius hält es für äußerst wichtig, dass man sich der Notwendigkeit der Fürsorge und des Einfühlungsvermögens für andere bewusst wird, was durch die Reflexion über sich selbst erreicht werden kann. Das zutiefst beziehungsorientierte Selbst kann dann auf die innere Reflexion mit äußerer Tugendhaftigkeit reagieren.
Der zweite Abschnitt weist auf die lebenslange Zeitskala des Prozesses der Selbstkultivierung hin. Er kann in den frühen Teenagerjahren beginnen und sich dann bis ins reifere Alter erstrecken. Der Prozess umfasst die Transformation des Individuums, bei der es erkennt, dass es in der Lage sein sollte, zwischen dem Richtigen und dem Gewünschten zu unterscheiden und zu wählen.
Selbstkultivierung ist, wie Konfuzius erwartet, ein wesentlicher philosophischer Prozess, um jūnzǐ zu werden, indem man ren maximiert. Sein Ziel ist es, über ein Selbst nachzudenken, das in der Lage ist, sich mit den moralischen und sozialen Prinzipien der Tradition zu vergleichen. Konfuzius als Gelehrter, der die frühe chinesische Philosophie und Denkschule repräsentiert, leidet nicht unter dem kartesianischen „Geist-Körper-Problem“, wie Fingarette gezeigt hat. Im Konfuzianismus gibt es keine Trennung zwischen innerem und äußerem Selbst, so dass die kumulative Wirkung der konfuzianischen Selbstkultivierung nicht nur auf das eigene Selbst oder das Persönliche beschränkt ist, sondern auch auf das Soziale und sogar auf das Kosmische.

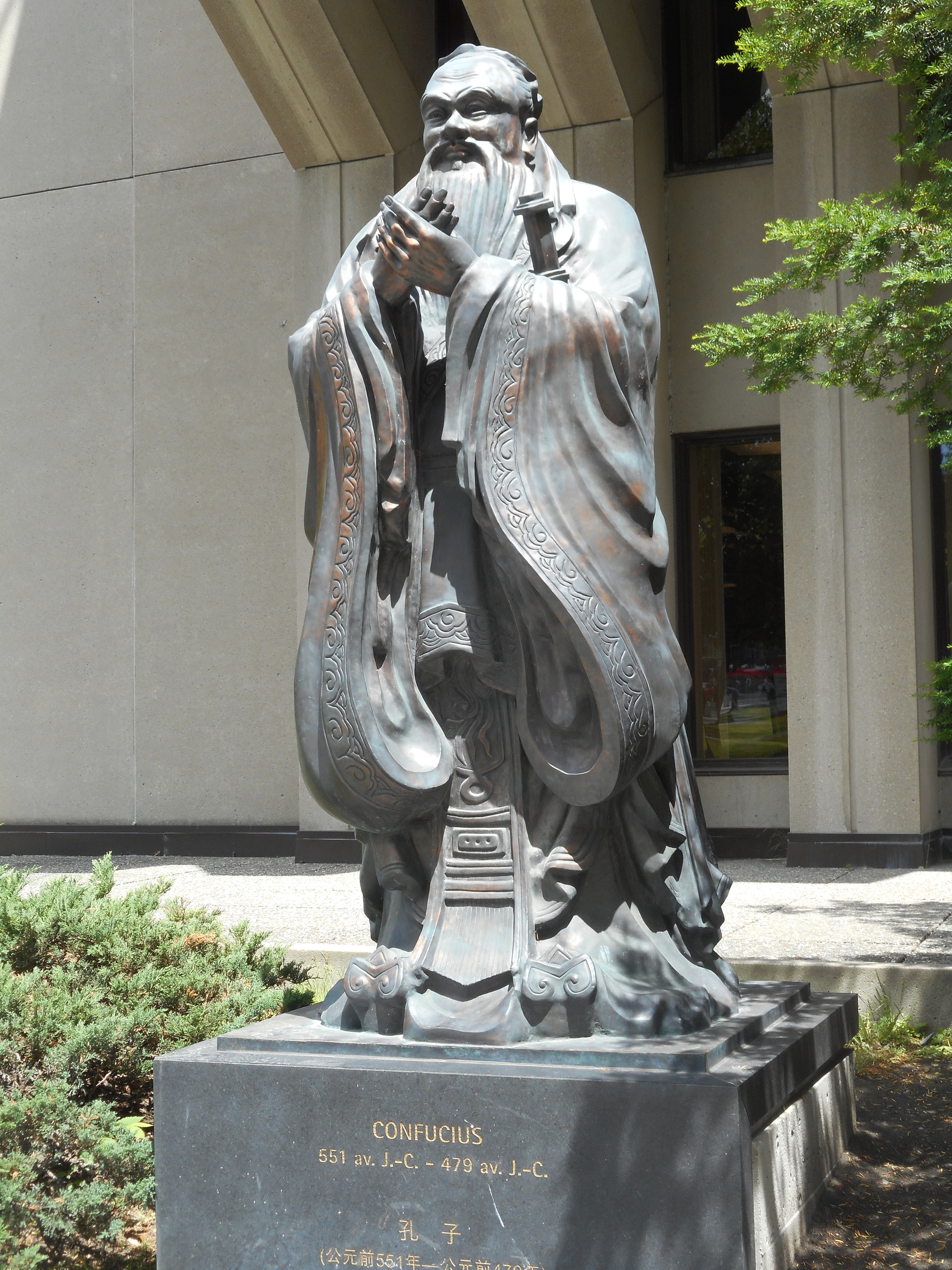
Denkmal von Konfuzius

### Beteiligte kulturelle und ethische Werte

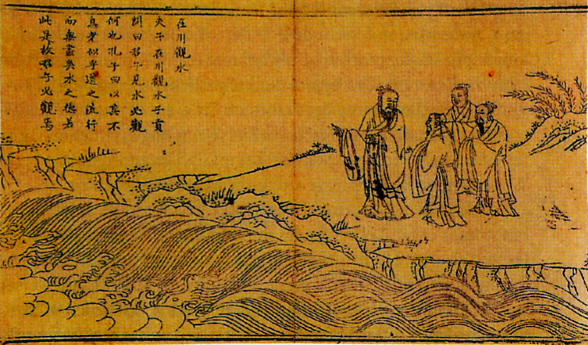
Konfuzius und seine Studenten

Als eines der wichtigsten Prinzipien des Konfuzianismus kann die Selbstkultivierung als Kernstück der chinesischen Philosophie betrachtet werden. Letztere kann als disziplinierte Reflexion über die Erkenntnisse der Selbstkultivierung betrachtet werden. Während Étienne Balázs behauptet, dass die gesamte chinesische Philosophie eine Sozialphilosophie ist und dass die Idee der Gruppe Vorrang vor der Vorstellung des individuellen Selbst hat, da die soziale Dimension des menschlichen Daseins in der chinesischen Gedankenwelt so prominent ist, schlägt Wing-tsit Chan eine umfassendere Charakterisierung der chinesischen Philosophie als Humanismus vor: nicht der Humanismus, der eine Höchste Macht leugnet oder herabsetzt, sondern einer, der die Einheit von Mensch und Himmel bekennt.
Ähnlich wie das westliche Schuldgefühl wird das chinesische Schamgefühl untersucht, um zu verstärken, dass die gesellschaftliche Anerkennung und andere äußere Faktoren, wie der Eindruck von anderen, die grundlegenden Moralvorstellungen der chinesischen Gesellschaft definieren, und nicht die innere psychologische Sanktion. Die in der chinesischen Ethik vorherrschende soziologische Literatur über die Mechanismen der „Gesichtswahrung“ (面子 miànzǐ) und der „Vernetzung“ (关系 guānxì) zeigt die Bedeutung chinesischer zwischenmenschlicher und sozialer Beziehungen durch das Verständnis der Selbstkultivierung.

### Die Kultivierung des Selbst in der ostasiatischen Bildungsphilosophie
In den ostasiatischen Kulturen war die Selbstkultivierung schon immer eines der wichtigsten Anliegen im Hinblick auf die persönliche Entwicklung. Um Studenten und der jüngeren Generation zu helfen, die wahre Bedeutung des Menschseins zu verstehen, versuchten Philosophen (die zumeist als Wissenschaftler gelten), ihre eigene Definition des Selbst mit verschiedenen theoretischen Ansätzen zu erklären.
Das Vermächtnis des chinesischen Philosophen Konfuzius und vieler anderer (zum Beispiel Laozi, Zhuangzi und Mencius), die vor Tausenden von Jahren lebten, hat in Ostasien ein reiches und einzigartiges chinesisch-philosophisches Kulturerbe geschaffen. Erstens ist das Endziel der Erziehung und im Grunde das vornehmste Ziel im Leben, sich richtig zu einem „tiefgründigen Menschen“ (君子 jūnzǐ) zu entwickeln. Der Jugend wurde beigebracht, dass es eine Schande sei, ein „unbedeutender Mensch“ (小人 xiǎo rén) zu werden, da dies das genaue Gegenteil von „weise“ (圣人 shèngrén) sei. Da jedoch sowohl konfuzianische als auch taoistische Philosophen den Begriff shèngrén übernommen haben, kann es zu Abweichungen gekommen sein, die zu Unterschieden in den Bildungskonzepten und -praktiken geführt haben. Neben dem Konfuzianismus und dem Daoismus, die als die von der Mehrheit akzeptierten und verstandenen Ideen existierten, umfassten die hundert Denkschulen im alten China auch buddhistische und verschiedene andere Zweige der Philosophie, die unterschiedliche Gedanken zur idealen Vorstellung des Selbst anboten.
In der heutigen Zeit haben einige ostasiatische Kulturen einige der archaischen Konzepte aufgegeben oder die traditionelle humanistische Erziehung durch einen moderneren Ansatz der Selbstkultivierung ersetzt, der sich den Einflüssen der Globalisierung anpasst. Dennoch betrachten die ostasiatischen Nachfahren und Anhänger von Konfuzius den idealen Menschen immer noch als wesentlich für ihre lebenslange Erziehung, wobei ihr kulturelles Erbe tief von den radikalen konfuzianischen Werten geprägt ist.

## Moderne Praktiken

### Das „Selbst“-Konzept in der westlichen Kultur
Das Konzept des „Selbst“ in der westlichen Psychologie geht auf die Ansichten einer Reihe von Empiristen und Rationalisten zurück. Es liegt in der Natur der Sache, dass das Konzept des „Selbst“ in der westlichen pädagogischen Psychologie nach wie vor eine große Rolle spielt. Hegel (1770–1831) begründete einen umfassenderen Glauben an das Selbstbewusstsein. Das heißt, unser Subjekt-Objekt-Bewusstsein regt durch Beobachtung unsere Vernunft und unser Denken an, die dann das menschliche Verhalten steuern. Das von Freud (1856–1939) entwickelte dreiteilige Modell der Psyche umfasst das Es, das Ich und das Über-Ich (Freud, 1923). Freuds Selbstkonzept hat einen Einfluss auf Erikson (1902–1994) ausgeübt, der die Krise der Selbstidentität und die Selbstentwicklung betonte. Im Anschluss an Erikson beschrieb J. Marcia das Kontinuum der Identitätsentwicklung und die Natur unserer Selbstidentität.
Das allgemein anerkannte Konzept des Selbstbewusstseins leitet sich von Selbstwertgefühl, Selbstregulation und Selbstwirksamkeit ab. Das Konzept des Subjekts von „Selbst“ wird dadurch definiert, wie das Individuum die Verbindung zwischen seinem Selbst und der Welt um sich herum wahrnimmt und aufbaut.

### Morita-Therapie

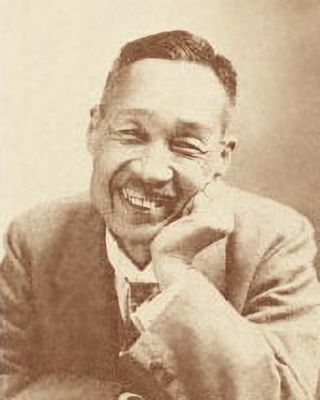
Morita Masatake (1874–1938) aka. Morita Shoma (森田 正馬)

Der japanische Psychologe Morita Masatake (1874–1938) führte durch fallbezogene Forschung die Morita-Therapie ein. Die Morita-Therapie wurde auf der Grundlage der Bewusstseinstheorie von Masatake entwickelt. Mit Hilfe seiner vierstufigen therapeutischen Methode wird die Morita-Therapie als eine ökologische Therapiemethode beschrieben, die sich auf den Zweck durch die Reaktionen des Einzelnen konzentriert. Die Morita-Therapie ist verwandt mit der rational-emotiven Therapie des amerikanischen Psychologen Albert Ellis. Es wurden auch Gemeinsamkeiten zwischen der Morita-Therapie und der existentiellen und kognitiven Verhaltenstherapie festgestellt.

### Naikan-Therapie
Naikan (内観) ist eine japanische psychotherapeutische Methode, die vor Jahrzehnten von dem japanischen Geschäftsmann und buddhistischen Mönch (Jōdo Shinshū) Yoshimoto Ishin (1916–1988) eingeführt und entwickelt wurde.
Ursprünglich wurde die Naikan-Therapie häufiger in Justizvollzugsanstalten eingesetzt, doch in jüngster Zeit wurde sie auch auf situative und psychoneurotische Störungen angewandt.
Im Vergleich zur Morita-Therapie benötigt die Naikan-Therapie einen kürzeren Zeitraum und ist in der Lage, längere Meditationsperioden im Alltag zu regulieren, wobei der Schwerpunkt der Selbstbeobachtung auf die Lösung von Konflikten verlagert wird.
Ähnlich wie die Morita-Therapie erfordert Naikan eine relativ vollständige Unterordnung unter eine sorgfältig strukturierte Zeit des „Rückzugs“, die vom Praktizierenden mitfühlend überwacht wird. Im Gegensatz zu Morita ist Naikan kürzer (sieben Tage) und nutzt lange, geregelte Perioden täglicher Meditation, in denen die Introspektion auf die Lösung aktueller Konflikte und Probleme gerichtet ist.
„Im Gegensatz zur westlichen psychoanalytischen Psychotherapie neigen sowohl Naikan als auch Morita dazu, Übertragungsfragen vereinfacht und positiv zu halten, während Widerstand eher verfahrenstechnisch als interpretierend behandelt wird.“

### Die Theorie des konstruktiven Lebens
Konstruktives Leben basiert größtenteils auf Adaptionen zweier japanischer strukturierter Methoden der Selbstreflexion, der Naikan-Therapie und der Morita-Therapie, und ist ein westlicher Ansatz zur Aufklärung über psychische Gesundheit. Das zielorientierte und reaktionsorientierte, konstruktive Leben (manchmal auch als KL abgekürzt) konzentriert sich auf die Achtsamkeit und die Ziele des eigenen Lebens. Es wird als ein Handlungsprozess betrachtet, der sich mit Bedacht der Realität nähert. Sie betont auch die Fähigkeit, sich selbst zu verstehen, indem man die Vergangenheit erkennt, in der sie sich auf die Gegenwart auswirkt. Konstruktives Leben unterstreicht die Bedeutung der Akzeptanz der Welt, in der wir leben, sowie der Emotionen und Gefühle des Einzelnen in bestimmten Situationen.

David K. Reynolds, Autor von Constructive Living und Direktor des Constructive Living Center in Oregon, USA, vertritt die Ansicht, dass Menschen, bevor sie Maßnahmen ergreifen, die möglicherweise positive Veränderungen mit sich bringen, oft von der Überzeugung zurückgehalten werden, sich zuerst mit „negativen Emotionen auseinandersetzen zu müssen.“ Nach Reynolds besteht die wichtigste Komponente bei der Durchführung von Affirmationen darin, dass der Verstand nicht richtig eingestellt wird. Der Verstand und die Emotionen werden jedoch während des Prozesses der Selbstreflexion effektiv angepasst, was darauf hindeutet, dass zuvor eine Verhaltensänderung stattfinden muss. 

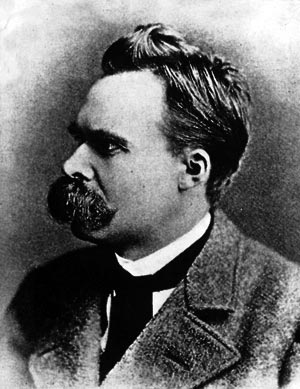
F. Nietzsche (1844–1900)

### Nietzsches Ethik der Selbstkultivierung
Siehe auch: Friedrich Nietzsche:
„Wenn du diesen Gedanken in dich aufnimmst, neben deinen anderen Gedanken“, behauptet er, „wird er dich verändern. Wenn du dich bei allem, was du tun willst, zunächst fragst: Bin ich sicher, dass ich das unendlich oft tun will?, dann wird das für dich das größte Gewicht werden.“ (KSA 9:11 [143])
Nietzsche arbeitete an dem Projekt der Wiederbelebung der Selbstkultivierung, einer alten Ethik. „Ich hasse alles, was mich nur belehrt, ohne meine eigene Tätigkeit zu steigern oder unmittelbar zu beleben.“(HL 2:1) Daraus folgt, dass er die ewige Wiederkehr unter anderem als eine Praxis begreifen muss, die die Selbstkultivierung anregt. In der Tat bezeichnete er sie in einem seiner charakteristischen grandiosen Momente als „den großen kultivierenden Gedanken“  in dem Sinne, dass sie diejenigen ausmerzen könnte, die zu schwach sind, um den Gedanken an ein neues Leben zu ertragen(WP 1053). In abgemilderter Form formulierte er jedoch den Gedanken der Wiederkehr als Teil einer Ethik der Selbstkultivierung und Selbstveränderung.

## Bibliographie
- Meiyao Wu: Der Prozess der Selbstkultivierung und das Mandala-Modell des Selbst. In: Frontiers in Psychology. 8. Jahrgang, 24. Januar 2017, S. 24, doi:10.3389/fpsyg.2017.00024, PMID 28174544, PMC 5259693 (freier Volltext).
- Konfuzianische Selbstkultivierung und daoistisches Personsein, H. Wang
- Leïla Choukroune, Antoine Garapon: The norms of Chinese harmony Disciplinary rules as social stabiliser A harmonious society is one in which the rule of law is given greater strength and authority. In: China Perspectives. 2007. Jahrgang, Nr. 3, 15. September 2007, doi:10.4000/chinaperspectives.2013.
- Guillaume Dutournier, Zhe Ji: Social experimentation and 'popular Confucianism'. In: China Perspectives. 2009. Jahrgang, Nr. 4, 31. Dezember 2009, doi:10.4000/chinaperspectives.4925 (englisch).
- Gramsci, A. (1992). Prison notebooks, Vol. 2. New York, NY: Columbia University Press. [Google Scholar]
- Heidegger, M. (1969). Identity and difference (J. Stambaugh, Trans. with an introduction.). New York, NY: Harper & Row Publishers. [Google Scholar]
- Heidegger, M. (1977). The question concerning technology and other essays ( W. Lovitt, Trans. with an introduction.). New York: Harper Torchbooks. [Google Scholar]
- Heidegger, M. (1978). Letter on humanism. In D. F. Krell (Ed.), Basic writings (2nd ed., pp. 213–265). London: Routledge. [Google Scholar]
- Huang, C. -C. (2010). Humanism in East Asian Confucian Contexts. Bielefeld: Transcript Verlag.[Crossref], [Google Scholar]
- Legge, J. (Trans.). (1861). Confucian analects. The Chinese classics, volume 1. (D. Sturgeon, Ed.). Chinese Text Project. Retrieved 21 March 2017, from ctext.org [Google Scholar]
- Wittgenstein, L. (1997). Philosophical investigations (2nd ed.). (G. E. M. Anscombe, Trans.). Malden, MA: Blackwell. [Google Scholar]
- Wittgenstein, L. (2001). Tractatus Logico-philosophicus (D. F. Pears & B. F. McGuinness, Trans.). New York, NY: Routledge. [Google Scholar]
- Yu, K. P. (2013). The hows and whys of the classics of filial piety孝經的道與理 (Xiaojing de dao yu li). Hong Kong: InfoLink. [Google Scholar]